# Pont de Montjean-sur-Loire
Le pont de Montjean-sur-Loire relie les communes de Champtocé-sur-Loire sur la rive nord et Mauges-sur-Loire sur la rive sud en franchissant la Loire. Il supporte la route départementale D15 en Maine-et-Loire et la région Pays de la Loire en France.
Les crues et la Seconde Guerre mondiale n'ont pas épargné l'ouvrage qui fut maintes fois détruit et reconstruit.

## Histoire

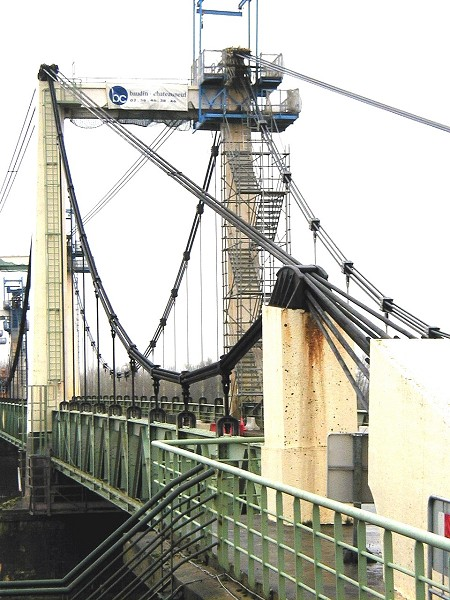
Travaux de 2002

Montjean-sur-Loire a inauguré son premier pont le 30 juin 1850, à la même époque que la construction de la levée de 12 km qui mène à Saint-Florent-le-Vieil ou du chemin de fer qui arrivait à Champtocé. Le pont fut autorisé par le décret du 28 août 1840.
Un autre pont suspendu à trois articulations en acier de 465 m de longueur, est conçu et réalisé par Leinekugel Lecocq & fils et inauguré le 19 décembre 1927. Mais le 12 avril 1935, le premier pylône de la rive droite s'effondre dans un vent très violent et deux travées chutent avec. Le reste du pont ne résiste pas aux crues de la Loire et s'effondrera le 6 janvier 1936. Un premier rapport établi par Albert Caquot, Louis Grelot et André d'Eugène mentionne quelques défauts de conception et de construction et donne pour cause l'oxydation des fils de câbles à l'intérieur des culots accidentés due à une mauvaise exécution de culottage.
Mais une contre-expertise incrimine en 1938 le cahier des charges et un manque d'entretien. Une nouvelle expertise a lieu en 1946 et c'est le 7 décembre 1951 que le Conseil d'État confirme finalement la responsabilité de l'entrepreneur,.
Il fut également détruit en 1940 pour retarder les Allemands ; un autre pont sur pilotis est construit par les occupants mais est bombardé par les Américains le 7 juin 1944, faisant cinq morts et plusieurs blessés.
L'actuel ouvrage, construit par Baudin Chateauneuf et achevé en 1949, a subi des travaux durant les années 2002 et 2003 avec notamment la restauration de certaines têtes de pylônes, et la restauration des blocs d'ancrage des câbles de suspension côté Montjean-sur-Loire, réalisée par la même entreprise.

## Descriptif
C'est un pont suspendu à travées multiples au nombre de 6 et qui totalisent 496 m. Il est composé de 5 piles en béton armé qui supportent les câbles porteurs, et reliées entre elles par des câbles d'équilibre.
Il comporte deux voies de circulation pour automobiles, ainsi que deux trottoirs et donne sur la rue de l'Anjou à Montjean-sur-Loire. La vitesse y est limitée à 90 km/h. Tout près en amont se situe l'extrémité de l'île de Chalonnes qui forme une pointe surplombée d'un totem en pierre. Cette partie appelée la Queue de l'Île fut très endommagée par les bombardements durant la guerre.

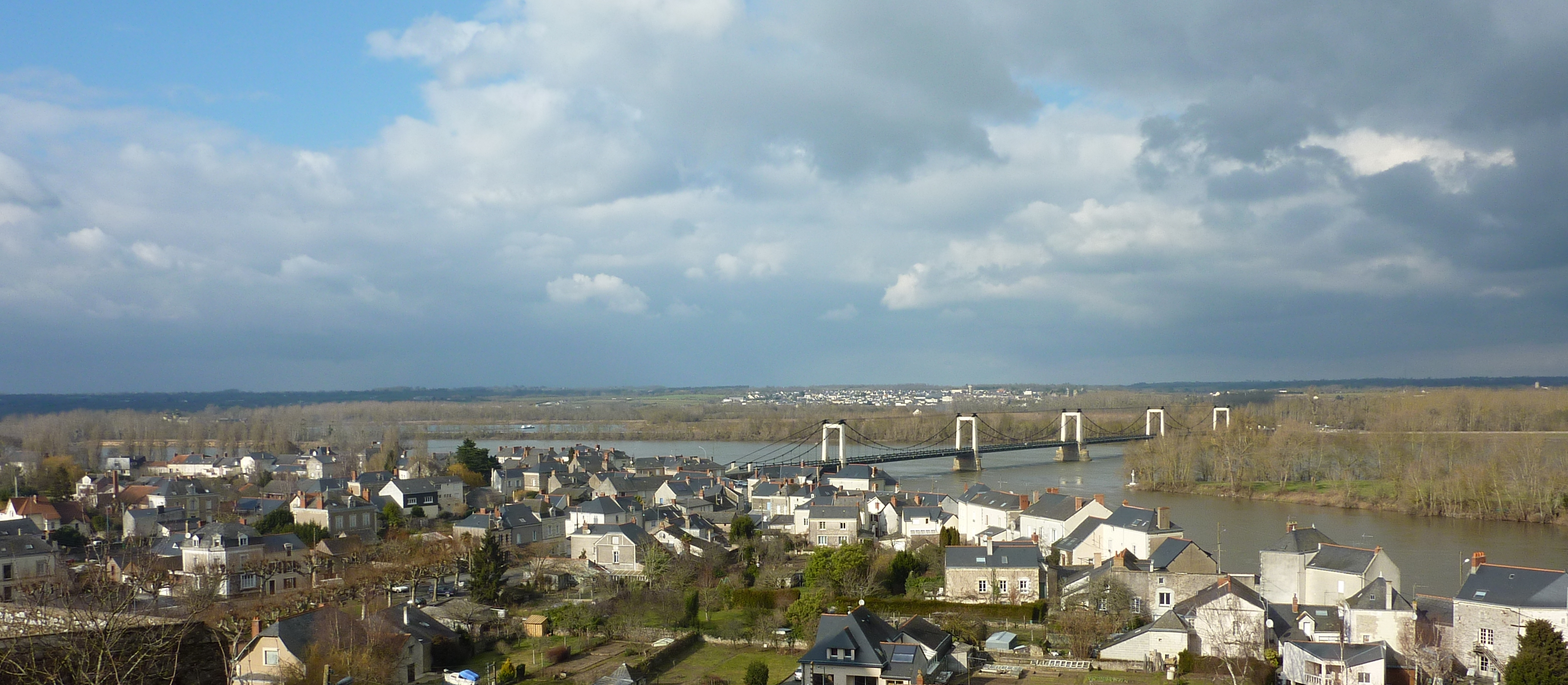
Vue depuis la place de l'église Saint-Symphorien

On peut découvrir l'histoire fluviale de Montjean-sur-Loire grâce aux écriteaux placardés aux parois de la culée sud, sur les quais de la ville.

### Tablier et suspensions
Il s'agit d'un tablier métallique avec dalle en béton armé et poutre de rigidité.

### Piles et culées
Les piles et les culées sont en pierres maçonnées, tandis que les pylônes et les blocs d'ancrage des câbles porteurs sont en béton armé.

## Sources et références
1. 1 2  « Pont de Montjean-sur-Loire », sur structurae.de (consulté le 18 mai 2017)
2. 1 2 3  Montjean.net
3. 1 2 3  art-et-histoire
4. ↑  « Pont de Montjean », sur structurae.de (consulté le 18 mai 2017)
5. ↑  « Pont de L'Atlantique », sur structurae.de (consulté le 18 mai 2017)